# Meiacanthus crinitus
Meiacanthus crinitus là một loài cá biển thuộc chi Meiacanthus trong họ Cá mào gà. Loài này được mô tả lần đầu tiên vào năm 1987.

## Từ nguyên
Tính từ định danh crinitus trong tiếng Latinh có nghĩa là "rậm lông", hàm ý đề cập đến các tia vây đuôi phía trong vươn dài ở cá đực trưởng thành của loài này.

## Phân bố và môi trường sống
M. crinitus hiện được ghi nhận tại phía bắc đảo Sulawesi, bờ tây bắc Tây New Guinea và đảo Flores, Indonesia, xa hơn ở phía đông là quần đảo Solomon, thường được tìm thấy trên ở vùng biển có hải miên phát triển, độ sâu đến ít nhất là 10 m.

## Mô tả
Chiều dài tổng lớn nhất được ghi nhận ở M. crinitus là 10 cm.

## Sinh thái
M. crinitus thường hợp thành các nhóm nhỏ ở vùng nước nông. Trứng của M. crinitus có chất kết dính, được gắn vào chất nền thông qua một tấm đế dính dạng sợi. Cá bột là dạng phiêu sinh vật, thường được tìm thấy ở vùng nước nông ven bờ.
Các loài Meiacanthus đều có tuyến nọc độc trong răng nanh. Do đó, chúng là hình mẫu để nhiều loài khác bắt chước theo, gọi là bắt chước kiểu Bates (loài không độc bắt chước kiểu hình, hành vi của một loài có độc). M. crinitus được bắt chước bởi cá lượng con Pentapodus trivittatus.